# Сілвер-Кліфф (Колорадо)
Сілвер-Кліфф (англ. Silver Cliff) — місто (англ. town) в США, в окрузі Кастер штату Колорадо. Населення — 609 осіб (2020).

## Географія
Сілвер-Кліфф розташований за координатами 38°7′45″ пн. ш. 105°23′51″ зх. д. / 38.12917° пн. ш. 105.39750° зх. д. (38.129202, -105.397444).  За даними Бюро перепису населення США в 2010 році місто мало площу 40,06 км², з яких 40,05 км² — суходіл та 0,00 км² — водойми.

## Демографія
Згідно з переписом 2010 року, у місті мешкало 587 осіб у 297 домогосподарствах у складі 156 родин. Густота населення становила 15 осіб/км².  Було 401 помешкання (10/км²).
Расовий склад населення:
| - 95,7 % — білих - 1,4 % — корінних американців - 0,3 % — чорних або афроамериканців - 0,3 % — азіатів |

До двох чи більше рас належало 1,9 %. Частка іспаномовних становила 2,9 % від усіх жителів.
За віковим діапазоном населення розподілялося таким чином: 22,0 % — особи молодші 18 років, 56,4 % — особи у віці 18—64 років, 21,6 % — особи у віці 65 років та старші. Медіана віку мешканця становила 48,0 року. На 100 осіб жіночої статі у місті припадало 95,7 чоловіків;  на 100 жінок у віці від 18 років та старших — 102,7 чоловіків також старших 18 років.
Середній дохід на одне домашнє господарство  становив 35 990 доларів США (медіана — 26 458), а середній дохід на одну сім'ю — 46 757 доларів (медіана — 37 813). Медіана доходів становила 30 592 долари для чоловіків та 32 500 доларів для жінок. За межею бідності перебувало 41,1 % осіб, у тому числі 58,6 % дітей у віці до 18 років та 34,9 % осіб у віці 65 років та старших.
Цивільне працевлаштоване населення становило 278 осіб. Основні галузі зайнятості: будівництво — 19,4 %, мистецтво, розваги та відпочинок — 16,9 %, роздрібна торгівля — 14,0 %, науковці, спеціалісти, менеджери — 12,9 %.